# 市川市農業協同組合
市川市農業協同組合（いちかわしのうぎょうきょうどうくみあい）は、千葉県市川市に本所を置く農業協同組合である。通称は「市川市農協」で、愛称は「JAいちかわ」。

## 概要
1963年（昭和38年）に市内の4農協（市川・大柏・行徳・南行徳）が合併し誕生した。東京都に接する市川市を拠点とする都市型農協である。
翌1964年（昭和39年）には下総果樹園芸農業協同組合、市川市畜産農業協同組合を合併、また1987年（昭和62年）9月には浦安市農業協同組合と合併した。
2004年（平成16年）7月1日には船橋市農業協同組合と、さらに2010年（平成22年）1月1日には、柏市に本所を置いていた田中農業協同組合と合併した。正式名称は「市川市農業協同組合」のままだが、愛称は「JA市川市」から「JAいちかわ」に変更された。
旧市川市農協と旧船橋市農協の間に位置する船橋市西船地区を所管していた西船橋農業協同組合が2010年に柏市農業協同組合などと合併しちば東葛農業協同組合となったことから飛地状になっている。

## 店舗
| 店舗番号             | 店舗名                           | 住所                              | 備考        |
| -------------------- | -------------------------------- | --------------------------------- | ----------- |
| 001                  | 本店                             | 千葉県市川市北方町四丁目1352番地2 |             |
| 007                  | 中央支店                         | 千葉県市川市北方町四丁目1352番地2 |             |
|                      | ジェイエイ総合サービス（株）     | 千葉県市川市北方町四丁目1352番地2 | 子会社      |
| 市川経済センター     | 千葉県市川市柏井町三丁目102番地3 |                                   |             |
| 006                  | 菅野支店                         | 千葉県市川市東菅野二丁目7番13号   |             |
| 002                  | 行徳支店                         | 千葉県市川市湊新田一丁目6番2号    |             |
| 008                  | 妙典支店                         | 千葉県市川市富浜一丁目6番16号     | [ 6 ]       |
| 011                  | 原木中山支店                     | 千葉県市川市田尻四丁目6番5号      |             |
| 004                  | 大柏支店                         | 千葉県市川市大野町三丁目1693番地1 |             |
| 005                  | 国分支店                         | 千葉県市川市国分六丁目22番8号     |             |
| 013                  | 浦安支店                         | 千葉県浦安市堀江四丁目36-20       | [ 7 ] [ 8 ] |
| 018                  | 船橋支店                         | 千葉県船橋市市場二丁目6番1号      | [ 9 ]       |
| 016                  | 豊富支店                         | 千葉県船橋市豊富町668番地         |             |
|                      | 船橋経済センター                 | 千葉県船橋市豊富町668番地         | [ 10 ]      |
| 019                  | 二宮支店                         | 千葉県船橋市滝台一丁目1番21号     |             |
| 022                  | 田中支店                         | 千葉県柏市大室1095番地            |             |
|                      | 田中経済センター                 | 千葉県柏市大室1095番地            | [ 12 ]      |
| 田中資産管理センター | [ 15 ]                           | 千葉県柏市大室1095番地            |             |

### 過去に存在した店舗
| 店舗番号 | 店舗名       | 住所                             | 閉鎖日        | 統合先       | 備考   |
| -------- | ------------ | -------------------------------- | ------------- | ------------ | ------ |
|          | 曽谷支店     | 所在地不明                       | 1996年5月31日 | 国分支店     | [ 16 ] |
|          | 浦安駅前支店 | 所在地不明                       | 1997年4月25日 | 浦安支店     |        |
| 003      | 鬼高支店     | 千葉県市川市鬼高一丁目12番12号   | 2016年4月22日 | 原木中山支店 |        |
| 020      | 東船橋支店   | 千葉県船橋市東船橋二丁目10番16号 | 2016年4月22日 | 船橋支店     |        |
| 024      | 松葉町支店   | 千葉県柏市松葉町六丁目6番6号     | 2016年4月22日 | 田中支店     | [ 19 ] |
| 017      | 法典支店     | 千葉県船橋市上山町三丁目518番地1 | 2019年7月27日 | 船橋支店     |        |
| 012      | 南行徳支店   | 千葉県市川市南行徳一丁目22番29号 | 2019年7月27日 | 行徳支店     |        |
| 023      | 十余二支店   | 千葉県柏市西原五丁目2番1号       | 2020年5月22日 | 田中支店     |        |
| 015      | 三咲支店     | 千葉県船橋市二和東六丁目44番1号  | 2023年3月25日 | 豊富支店     |        |